# 紳士協定 (映画)
『紳士協定』（しんしきょうてい、Gentleman's Agreement）は1947年にアメリカで公開された映画作品。
第20回アカデミー賞にて作品賞・監督賞（エリア・カザン）・助演女優賞（セレステ・ホルム）の3部門を受賞した作品である。

## 概要
多民族によって構成されたアメリカ社会での民族間の反目や排他感情の中で、白人の黒人に対する差別やアンチ・セミティズム（ユダヤ人排斥感情）は当時根深いものがあり、特にユダヤ人排斥の事実や運動を映画に取り上げることは長いことタブーとされたが、『紳士協定』はその問題をテーマにしたはじめての作品である。
グレゴリー・ペック扮する主人公がユダヤ人をよそおって、ユダヤ人排斥運動の実態を暴いていくサスペスフルなドラマで、ユダヤ人が多いハリウッドの映画としては画期的な勇気ある社会劇として評価された。

## ストーリー
妻に先立たれたジャーナリストのフィリップ・スカイラー・グリーンは、年老いた母親と幼い息子のトミーと共にニューヨークに引っ越す。フィルは雑誌発行者のジョン・ミニファイと会い、ミニファイはユダヤ人ではないグリーンに反ユダヤ主義に関する記事を書くよう依頼する。最初は彼はその話に乗り気ではなかった。
ランチパーティーで、フィルはミニファイの姪であるキャシー・レイシーに会う。例の記事のアイデアを出したのは彼女だった。翌日、フィルは自宅で、そのアイデアを出したのが「女の子」だと知って驚いたことを認めた。彼の母親は、彼の女性に対する偏見に批判的だ。そしてフィルは息子にユダヤ人に対する偏見について説明しようとする。そのことについて説明することがいかに難しいかを認識した彼は、記事を書くことに決める。
フィルとキャシーは交際を始め、フィルは新たな視点から物語を書くためにユダヤ人の振りをすることにする。2人はフィルがユダヤ人ではないことを秘密にすることにする。リベラルな考えを持っているように見えるキャシーだが、フィルの計画を知って愕然とする。
雑誌社では、フィルのためにエレイン・ウェールズが秘書として付く。彼女はユダヤ人だが、仕事を得るために名前を変えたことが判明する。ウェールズが経験してきたことについてフィルから聞いたミニファイは、ユダヤ人を締め出さない採用方針に変えるよう指示する。フィルはファッション編集者のアン・デトリーと出会い良き友人となり、そして、特にフィルとキャシーの間に緊張が生じるにつれ、それ以上の関係になる可能性が出て来る。
第二次世界大戦での兵役を終えた後、フィルの幼なじみであるデイブ・ゴールドマンはニューヨークに移り、家族のために仕事と家を探す間、フィル一家と同居するようになる。ユダヤ人であるデイブは反ユダヤ主義に曝されることになる。市内には住宅が不足しており、全ての家主がユダヤ人家族に貸すわけではないため、彼にとっては特に難題となる。
フィルは記事を書くために色々と調査するうち、偏見に基づく出来事を幾つか経験する。フィルの母親の心臓が不調となった時、かかり付けの医師は、診て貰おうとしていた専門医の名前がユダヤ系のものだったことから、別の専門医の方が良いと言う。そしてフィルがユダヤ人であると聞いた後、そのかかり付けの医師は居辛い感じを見せ、早々に辞去する。
また、アパートの管理人は、郵便ポストにユダヤ人の名前があるのを見てショックを受ける。更に、フィルが高級ホテルで新婚旅行を楽しみたいと思ったとき、支配人はフィルの宿泊を拒否し、他のホテルに行くように言う。
また息子のトミーも学校でいじめの標的になってしまう。フィルは、キャシーがトミーを慰める時に、「汚いユダヤ人」という罵倒は、トミーがユダヤ人ではないから間違っている、という言い振りをして、「汚いユダヤ人」という言葉自体が誤りであるという説明をしないのを聞いて、不本意に思う。
キャシーの態度は、彼女とフィルが婚約を発表した時に一層明らかになる。 キャシーの妹のジェーンは、ユダヤ人が歓迎されないコミュニティとして知られるダリエン（注：コネティカット州）の自宅でのお祝いに2人を招待する。雰囲気が悪くなるのを避けるためにキャシーは、フィルがユダヤ人の振りをしているだけだと家族や友人に伝えようとするが、フィルはそれを思いとどまらせる。パーティーでは誰もがフィルに友好的だが、実は多くの人が直前に出席を取り止めていたのだ。
デイブは、家が見つからないため、仕事を辞めなければならないと言う。キャシーはダリエンに空き家を所有しており、フィルはそれがデイブの問題の解決策であると考える。しかし、キャシーはユダヤ人に家を貸すことで隣人たちを怒らせたくない。フィルは彼女との婚約を破棄し、記事が出たらニューヨークを離れると言う。記事が完成すると、編集者たちから好評を得る。
キャシーはデイブに会い、パーティーの客が偏見に基づいたジョークを言った時にどれほど気分が悪かったかを彼に話す。しかし、デイブが彼女はそれにどう対処したのか尋ねると、彼女は答えることが出来ない。彼女は、沈黙は偏見を許すことになることに気づく。
翌日、デイブは家族と共にダリエンの家に引っ越し、キャシーと妹が、デイブたちが不愉快な思いをしないように隣に引っ越すこを明らかにする。これに感動したフィルはキャシーと和解する。心臓の病からまだ回復中の彼の母親は、フィルに、彼の記事が彼女に将来への新たな希望、元気になりたいという新たな動機を与えてくれたと言う。

## キャスト
| 役名         | 俳優                   | 日本語吹替  | 日本語吹替 |
| 役名         | 俳優                   | NETテレビ版 | PDDVD版    |
| ------------ | ---------------------- | ----------- | ---------- |
| フィリップ   | グレゴリー・ペック     | 城達也      | 古澤徹     |
| キャシー     | ドロシー・マクガイア   | 平井道子    | 日下ちひろ |
| デイヴ       | ジョン・ガーフィールド | 田中信夫    | 丸山壮史   |
| グリーン夫人 | アン・リヴィア         |             | 棚田恵美子 |
| アン         | セレステ・ホルム       | 沢田敏子    | 瀬尾恵子   |
| エレイン     | ジューン・ハヴォック   |             |            |
| ジョン       | アルバート・デッカー   |             |            |
| ジェーン     | ジェーン・ワイアット   |             |            |

## 製作
原作は『コスモポリタン』誌に連載されたローラ・Z・ホブスンのベストセラー小説を、20世紀フォックスのダリル・F・ザナックが破格の十二万五千ドルで映画化権を購入して、モス・ハートに脚色を依頼。
監督は、当時、20世紀フォックスの契約者であったエリア・カザンが、ザナックに積極的に売り込んで監督となった。

## 受賞
- アカデミー賞：作品賞・監督賞（エリア・カザン）・助演女優賞（セレステ・ホルム）
- ニューヨーク映画批評家賞：作品賞・監督賞・助演女優賞・最優秀若手俳優特別賞

## 日本
- 日本での初放映：1972年6月11日　日本教育テレビ（深夜劇場）
- 日本での初公開：劇場公開は米国より40年ほど遅い1987年10月で、シャンテ シネ2（現在のTOHOシネマズシャンテスクリーン2）の開場番組であった。日本公開時のキャッチ・コピーは「いま、答えてほしい! あなたも“紳士協定”に組する人なのか－」。